# سی‌اس‌اس بوفورت
سی‌اس‌اس بوفورت (به انگلیسی: CSS Beaufort) یک کشتی بود که طول آن ۸۵ فوت (۲۶ متر) بود. این کشتی در سال ۱۸۵۴ ساخته شد.